# Milzano
Milzano (lombardul: Milsà) település Olaszországban, Lombardia régióban, Brescia megyében. Lakosainak száma 1743 fő (2023. január 1.). Milzano Alfianello, Pavone del Mella, San Gervasio Bresciano, Cigole, Pralboino és Seniga községekkel határos.

## Népesség
A település lakossága az elmúlt években az alábbi módon változott:
| Lakosok száma | 1763 | 1764 | 1743 |
|               | 2017 | 2018 | 2023 |